# Dypodia
Dypodia – wers złożony z dwóch stóp. W wierszu polskim występują w czystej postaci dypodie:
- trocheiczna SsSs
- jabiczna sSsS
- amfibrachiczna sSssSs
- anapestyczna ssSssS
- peoniczna III ssSsssSs

Dypodia daktyliczna SssSss w wierszu polskim nie występuje, jest natomiast naturalna w poezji czeskiej. W praktyce w wierszu polskim funkcjonują dypodia daktyliczna katalektyczna SssSs i dypodia anapestyczna hiperkatalektyczna ssSssSs.
Najbardziej naturalne dla wersyfikacji polskiej są dypodie trocheiczna i amfibrachiczna. Czterozgłoskowiec w praktyce przyjmuje postać dypodii trocheicznej, natomiast sześciozgłoskowiec nierzadko jest konsekwentnie amfibrachiczny. W Chórze strzelców Adama Mickiewicza występują dypodie amfibrachiczne akatalektyczne (sSssSs) i katalektyczne (sSssS)
Kto żubra wywiedzie
Z ostępu za rogi?
 Kto kudły niedźwiedzie
 Podesłał pod nogi?
 Hej! lasy i niwy
 Ozwijcie się w chór!...
 Zatrąbił myśliwy,
 Król lasów i gór.
W ten sam sposób zbudowane są polskie przekłady piosenki z dramatu Roberta Browninga Pippa przechodzi. Dypodie amfibrachiczne pełne i skrócone można odnaleźć również w słynnym wierszu Stanisława Grochowiaka Święty Szymon Słupnik. Dwustopowego amfibracha użyła również Maria Konopnicka w utworze Modlitwy wiosenne. Dypodie trocheiczne występują u Konopnickiej w wierszu Grünwald.
Z drogi! z drogi tej przeszłości,
Co z zamierzchu i z nicości
Cała krwawa,
Zmartwychwstawa,
Jak zwycięstwa duch!
Natomiast w wierszu Adama Asnyka Choć pól i łąk obok trypodii jambicznych hiperkatalektycznych (sSsSsSs) stoją dypodie jambiczne akatalektyczne (sSsS).
Nie wskrzesisz złud,
Pojących wprzód
Zachwytem serce moje:
Nie dla mnie już
Rumieńce róż
I świeżych uczuć zdroje!
W ten sposób zbudowane są polskie przekłady wiersza Edgara Allana Poe Eldorado (między innymi Antoniego Langego, Jerzego Żuławskiego, Stanisława Barańczaka i Wiktora J. Darasza).